# Ulrich K. Preuß

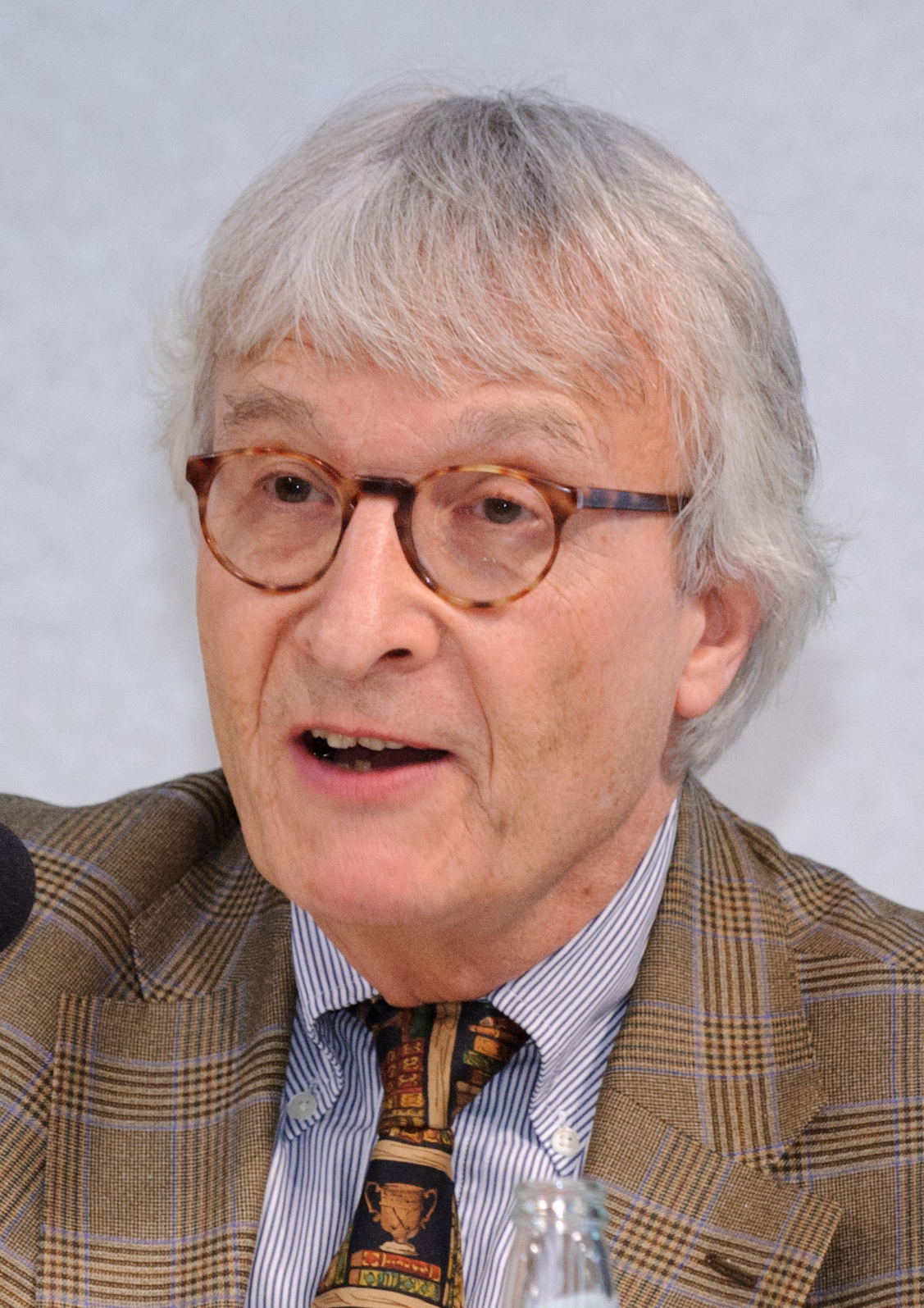
Ulrich K. Preuß (2011)

Ulrich Klaus Preuß (* 6. Dezember 1939 in Marienburg, Westpreußen) ist ein deutscher Rechts- und Politikwissenschaftler.

## Leben
Nach dem Abitur 1959 an der Tellkampfschule in Hannover studierte Preuß 1960 bis 1964 an der Christian-Albrechts-Universität zu Kiel und der Freien Universität Berlin Rechtswissenschaften. Er promovierte 1968 an der Universität Gießen. 1969 gehörte er zu den Gründern des Sozialistischen Anwaltskollektivs. Von 1966 bis 1972 war er beim Max-Planck-Institut für Bildungsforschung in Berlin als Forschungsassistent beschäftigt. 1972 wurde er Professor für Öffentliches Recht an der Universität Bremen, wo er bis 1996 lehrte.
Preuß war 1989/90 für das Neue Forum an der Ausarbeitung eines Entwurfs einer neuen Verfassung der Deutschen Demokratischen Republik des Runden Tisches beteiligt. Im akademischen Jahr 1989/90 war Preuß Fellow am Wissenschaftskolleg zu Berlin.
1992/93 war er auf Vorschlag von Bündnis 90/Die Grünen beratendes Mitglied im Verfassungsausschuss Thüringens zur Erarbeitung einer Landesverfassung. Von 1992 bis 2011 war er Richter am Staatsgerichtshof der Freien Hansestadt Bremen. Er war ab 1996 Professor an der Freien Universität Berlin, wo er bis zur Emeritierung 2005 Öffentliches Recht und Politik am Otto-Suhr-Institut lehrte. Preuß hatte Gastprofessuren an der Princeton University, der New School University in New York und der University of Chicago Law School inne. Von September 2005 bis September 2010 war Ulrich K. Preuß an der Hertie School of Governance Professor für Staatstheorie. Seine Forschungsschwerpunkte widmen sich der Politischen Theorie, der Staats- sowie der Verfassungs- und Rechtstheorie.
Preuß erstattete 1973 als Rechtsanwalt für Ulrike Meinhof Strafanzeige wegen Körperverletzung im Amt gegen den damaligen Justizminister Nordrhein-Westfalens Diether Posser aufgrund der strengen Einzelhaft Meinhofs in der JVA Köln-Ossendorf in der Zeit vom 16. Juni 1972 bis zum 9. Februar 1973. Als Verteidiger war Preuß zusammen mit Heinrich Hannover und dem Frankfurter Rechtsanwalt Johannes Riemann an dem Prozess gegen Astrid Proll 1979/80 beteiligt.
Im September 2019 gehörte er zu den etwa 100 Staatsrechtslehrern, die sich mit dem offenen Aufruf zum Wahlrecht Verkleinert den Bundestag! an den Deutschen Bundestag wandten.

## Ehrungen
2002 wurde Preuß von Bundespräsident Johannes Rau das Bundesverdienstkreuz 1. Klasse verliehen.
2012 wurde Preuß ein Ehrendoktorat vom Fachbereich Sozialwissenschaften der Universität Bremen verliehen.

## Schriften (Auswahl)
- Legalität und Pluralismus. Beiträge zur Verfassungsrecht der Bundesrepublik Deutschland, Frankfurt am Main 1973, ISBN 3-518-00626-6.
- Die Internalisierung des Subjekts. Zur Kritik der Funktionsweise des subjektiven Rechts, Frankfurt am Main 1979, ISBN 978-3-518-06032-2.
- Politische Verantwortung und Bürgerloyalität. Von den Grenzen der Verfassung und der Gehorsams in der Demokratie, Frankfurt am Main 1984, ISBN 3-10-062410-6.
- Revolution, Fortschritt und Verfassung. Zu einem neuen Verfassungsverständnis, erweiterte Neuausgabe, Frankfurt am Main 1994, ISBN 3-596-11921-9.
- Krieg, Verbrechen, Blasphemie. Über die Zukunft globaler Nachbarschaft, Berlin 2003, ISBN 3-8031-2473-5.
- gemeinsam mit Claudio Franzius: Die Zukunft der europäischen Demokratie, Baden-Baden 2012, ISBN 978-3-8329-7684-2.